# Miranda (cognome)
Miranda è un cognome con due diverse origini etimologiche. La prima lo fa risalire al toponimo Miranda, nome di varie località in Portogallo e Spagna e di un comune italiano in provincia di Isernia, toponimo a sua volta derivato dal latino mirandus ("meraviglioso", "ammirevole"). La seconda etimologia deriva invece dalla parola spagnola miralla, che significa "torre di guardia".
Il cognome Miranda è uno dei più antichi cognomi spagnoli ed è attestato fino dall'VIII secolo nel regno delle Asturie. Dalle Asturie si estese in Portogallo e in diverse province dei Paesi Baschi, nel regno di Navarra e nel regno di Castilla e Leon. Quindi a partire dal periodo del basso medio evo si diffuse in altre zone della penisola iberica e, progressivamente, in diversi altri paesi del mondo: Italia, Francia, Germania, Inghilterra, Brasile, Messico, Venezuela, Filippine, ecc.
In Italia è presente almeno fin dal XIII secolo in diverse zone del Regno di Napoli e in Inghilterra dal 1565 a Londra.

## Persone
- Carlo Miranda – matematico italiano
- Claudio Miranda – direttore della fotografia cileno naturalizzato statunitense, di origini italiane
- Fabrizio de Miranda – ingegnere italiano